# Anochetus africanus
Anochetus africanus é uma espécie de formiga do gênero Anochetus, pertencente à subfamília Ponerinae.